# Списък на съветските самоходни артилерийски установки
Списъкът на съветските самоходни артилерийски установки съдържа САУ произвеждани в Съветския съюз
- ЗИС-30
- СУ-76
- СУ-85
- СУ-100
- СУ-122
- СГ-122
- СУ-152

- ИСУ-122
- ИСУ-130
- ИСУ-152